# Іухо
Іухо (груз. იუხო) — село в Грузії.
За даними перепису населення 2014 року в селі проживає 2 осіб.